# Canala poya
Espèce
Canala poya est une espèce d'araignées aranéomorphes de la famille des Desidae.

## Distribution
Cette espèce est endémique de Nouvelle-Calédonie. Elle se rencontre dans la grotte de Ninrin-Reu à Poya.

## Description
La carapace de la femelle holotype mesure 3,85 mm de long sur 2,64 mm et l'abdomen 3,69 mm de long sur 2,16 mm.

## Étymologie
Son nom d'espèce lui a été donné en référence au lieu de sa découverte, Poya.

## Publication originale
- Gray, 1992 : New desid spiders (Araneae: Desidae) from New Caledonia and eastern Australia. Records of the Australian Museum, vol. 44, p. 253-262 (texte intégral).